# Emeric Pressburger
Emeric Pressburger (ur. 5 grudnia 1902 w Miszkolcu, zm. 5 lutego 1988 w Saxtead) – węgiersko-brytyjski reżyser, scenarzysta i producent filmowy pochodzenia żydowskiego.
Pracując w duecie reżyserskim z Michaelem Powellem, stworzył w latach 40. i 50., czyli w złotym okresie kinematografii brytyjskiej, filmy należące do kanonu dzieł z tego kraju, m.in. Życie i śmierć pułkownika Blimpa (1943), Sprawa życia i śmierci (1946), Czarny narcyz (1947), Czerwone trzewiki (1948), Opowieści Hoffmanna (1951) i Bitwa o ujście rzeki (1956).
Jego wnukami są producent filmowy Andrew Macdonald i reżyser Kevin Macdonald, który poświęcił dziadkowi monografię pt. Emeric Pressburger: The Life and Death of a Screenwriter, wyróżnioną przez Brytyjski Instytut Filmowy nagrodą dla najlepszej książki o tematyce filmowej roku 1994.